# Україна на Літній універсіаді 2015
Українські спортсмени брали участь у літній Універсіаді 2015 року, яка проходила південнокорейському місті Кванджу. Всього на турнірі українська команда здобула 31-у нагороду і 8-ме загальнокомандне місце.

## Сумарні досягнення
У цій таблиці наведений список спортивних дисциплін, у яких українські спортсмени здобули нагороди:
| Медалі         | Медалі | Медалі | Медалі | Медалі |
| Вид спорту     | 1      | 2      | 3      | Всього |
| -------------- | ------ | ------ | ------ | ------ |
| Легка атлетика | 1      | 0      | 0      | 1      |
| Фехтування     | 0      | 2      | 0      | 2      |
| Дзюдо          | 0      | 1      | 2      | 3      |
| Гімнастика     | 4      | 7      | 4      | 15     |
| Гребля         | 1      | 4      | 0      | 5      |
| Плавання       | 2      | 1      | 0      | 3      |
| Волейбол       | 0      | 2      | 0      | 1      |
| Всього         | 8      | 17     | 6      | 31     |

## Медалісти
| Призове місце | Спортсмен | Вид спорту            | Дисципліна                                        | Дата          |
| ------------- | --- | --------------------- | ------------------------------------------------- | ------------- |
| Золото        | Сергій Фролов | плавання              | 800 м вільним стилем                              | 5 липня 2015  |
| Золото        | Олег Верняєв | спортивна гімнастика  | індивідуальне багатоборство                       | 6 липня 2015  |
| Золото        | Дарина Верхогляд, Євгенія Німченко, Наталія Ковальова, Наталія Довгодько | академічне веслування | жіноча четвірка                                   | 7 липня 2015  |
| Золото        | Олег Верняєв | спортивна гімнастика  | паралельні бруси                                  | 7 липня 2015  |
| Золото        | Ігор Главан, Назар Коваленко, Іван Банзерук | легка атлетика        | Спортивна ходьба на 20 кілометрів                 | 9 липня 2015  |
| Золото        | Марія Лівер | плавання              | 50 м брасом                                       | 10 липня 2015 |
| Золото        | Ганна Різатдінова | художня гімнастика    | вправи з булавами                                 | 13 липня 2015 |
| Золото        | Анастасія Мульміна, Олександра Грідасова, Олена Дмитраш, Валерія Гудим, Євгенія Гомон | художня гімнастика    | командні змагання з 6-ма булавами і 2-ма обручами | 13 липня 2015 |
| Срібло        | Дмитро Канівець | дзюдо                 | Чоловіки -73 кг                                   | 6 липня 2015  |
| Срібло        | Олег Верняєв | спортивна гімнастика  | вільні вправи                                     | 7 липня 2015  |
| Срібло        | Ігор Радівілов | спортивна гімнастика  | кільця                                            | 7 липня 2015  |
| Срібло        | Ігор Радівілов | спортивна гімнастика  | опорний стрибок                                   | 7 липня 2015  |
| Срібло        | Богдан Платонов, Дмитро Раскосов, Євген Стаценко, Юрій Цап | фехтування            | командні змагання з шаблі                         | 7 липня 2015  |
| Срібло        | Ігор Хмара, Андрій Михайлов, Антон Бондаренко, Юрій Іванов, Артем Верестюк, Олександр Надтока, Дмитро Міхай, Іван Довгодько, Владислав Нікулін                                                                  | академічне веслування | вісімка                                           | 7 липня 2015  |
| Срібло        | Ігор Хмара, Станіслав Ковальов | академічне веслування |                                                   | 7 липня 2015  |
| Срібло        | Дарина Верхогляд, Євгенія Німченко | академічне веслування |                                                   | 7 липня 2015  |
| Срібло        | Наталія Довгодько | академічне веслування |                                                   | 7 липня 2015  |
| Срібло        | Валерій Жарський, Володимир Станкевич, Ян Сич, Юрій Тараненко | фехтування            | шпага                                             | 8 липня 2015  |
| Срібло        | Сергій Фролов | плавання              | 1500 м вільним стилем                             | 9 липня 2015  |
| Срібло        | Ганна Лісєєнкова, Анна Степанюк, Діана Карпець, Катерина Кальченко, Анастасія Чернуха, Вікторія Дельрос, Марина Дегтярьова, Світлана Дорсман, Ангеліна Дуб'янська, Катерина Дудник, Оксана Мадзар, Надія Кодола | волейбол              | Жінки                                             | 11 липня 2015 |
| Срібло        | Ганна Різатдінова | художня гімнастика    | індивідуальне багатоборство                       | 12 липня 2015 |
| Срібло        | Анастасія Мульміна, Олександра Грідасова, Олена Дмитраш, Валерія Гудим, Євгенія Гомон | художня гімнастика    | командне багатоборство                            | 12 липня 2015 |
| Срібло        | Пилип Гармаш, Юрій Синиця, Дмитро Богдан, Олексій Клямар, Микола Мороз, Максим Дрозд, Дмитро Шоркін, Юрій Томін, Сергій Тютлін, Дмитро Терьоменко, Олег Шевченко, Олександр Дмитрієв                            | волейбол              | Чоловіки                                          | 12 липня 2015 |
| Срібло        | Ганна Різатдінова | Художня гімнастика    | вправи з м'ячем                                   | 13 липня 2015 |
| Срібло        | Анастасія Мульміна, Олександра Грідасова, Олена Дмитраш, Валерія Гудим, Євгенія Гомон | художня гімнастика    | командні вправи з стрічкою                        | 13 липня 2015 |
| Бронза        | Ігор Радівілов, Микита Єрмак, Олег Верняєв, Віталій Арсеньєв, Володимир Окачев | спортивна гімнастика  | командні змагання                                 | 5 липня 2015  |
| Бронза        | Тетяна Левицька | дзюдо                 | вагова категорія до 52 кг                         | 6 липня 2015  |
| Бронза        | Олег Верняєв | спортивна гімнастика  | кільця                                            | 7 липня 2015  |
| Бронза        | Олег Верняєв | спортивна гімнастика  | опорний стрибок                                   | 7 липня 2015  |
| Бронза        | Богдан Ядов, Михайло Ілітчук, Дмитро Канівець, Денис Толкач, Артем Гуляєв, Дмитро Лучин, Федір Панько, Антон Рудник                                                                                             | дзюдо                 | командні змагання                                 | 8 липня 2015  |
| Бронза        | Ганна Різатдінова | художня гімнастика    | вправа з стрічкою                                 | 13 липня 2015 |